# Pleurotus musae
Pleurotus musae — вид базидіомікотових грибів роду плеврот (Pleurotus) родини плевротових (Pleurotaceae).

## Поширення
Вид поширений на півдні Соломонових островів. Росте на стеблах банана (Musa).